# 필립 J. 프라이
필립 J. 프라이(Phillip J. Fry, 보통 간단히 Fry로 불림)은 공상 과학 애니메이션인 퓨처라마의 주요 등장인물로, 빌리 웨스트가 목소리를 맡았다.

## 개요
프라이는 1974년에 뉴욕에서 태어난 평균적이고 딱히 특출난 점도 없는 흔한 20대 낙오자였다. 피자 배달부 일을 하는데, 2000년도 밀레니엄을 앞둔 1999년 12월 31일 밤, 배달을 나갔다가 배달장소에 도착해서 자기가 받은 주문이 장난주문인 것을 깨닫고 그 자리에서 그 피자를 먹어버리기로 한다. 그런데 마침 그 장소가 인간을 냉동하는 시설이었고 프라이는 실수로 냉동보존 튜브로 들어가게 되어 1000년동안 냉동인간이 된다. 1000년이 지난후, 프라이는 2999년 12월 31일에 냉동에서 풀려나게 되고, 운명(직업) 할당 공무원을 하고있던 외눈박이 외계인 투랑가 릴라와 음주, 흡연, 도박을 일삼는 로봇인 벤더를 만나게 된다. (사실 알코올은 로봇의 에너지원이다.) 이들은 프라이의 32대 손인 판스워스 교수의 배달회사인 플래닛 익스프레스에 배달원으로 고용된다.
미래로 오기 전 프라이에게는 얀시 프라이라는 형이 있었으며 애견 시모어 그리고 1999년 12월 31일 자기를 차버린 미셸이란 여자친구가 있다. 프라이의 미래에 대한 지식이 증가함과 더불어 만화를 보는 관객들을 대신하여 많은 개념들에 대한 설명을 다른 등장인물에게 물어보고 있다.

### 미래로 오기전의 삶
프라이는 1975년 8월 14일, 뉴욕에서 태어났으며, 그의 아버지가 필립스 스크류 드라이버에서 이름을 따 지었다. 프라이에겐 얀시란 형이 있었는데, 프라이는 형이 프라이의 행동이나 아이디어를 도용한다고 생각하고, 형도 마찬가지로 프라이가 자신을 배낀다고 생각해서 서로 다투는 사이가 된다. 고등학교때는 콜라 100캔을 먹어 심장마비에 걸리기도 했고, 코니 아일랜드 커뮤니티 칼리지에서 중퇴 학력을 가졌다. 코니 아일랜드 커뮤니티 칼리지를 중퇴한 후 3년을 텔레비전을 보는 백수생활을 하다 언젠간 TV를 시청하는 것이 그를 도와 세계를 구할 것이라고 생각하게 된다. (또한 밖에 다니다간 산업재해보상보험이 정지될 수 있어서였다). 나중에 그는 파누치 피자라는 곳에서 피자 배달부로 일하게 된다.
한 에피소드에선 우연한 과거로의 시간여행과 불운이 겹쳐, 프라이는 자신의 할아버지를 핵실험장에 모셔두어 할아버지가 사망하게 되고, 자신의 할머니랑 잠자리를 같이하게 되어 자기가 자신의 할아버지가 된 상황을 만들어 낸다.

### 성격과 능력
프라이는 단순하고 유쾌하며, 상냥하면서 미숙한 면이 있다. 프라이는 벤더와 친구사이로, 나중에 보여지는 벤더의 폭력적이고 범죄적인 모습에도 불구하고 친구사이를 유지하고 있다. 또한 프라이는 릴라에 대해 깊은 감정을 갖고 있다(시간 도약 에피소드에서 릴라와 결혼하고 이혼하는 모습이 보인다). 그러나 프라이의 지능이 감정을 표현할만큼 좋지 않아서 희망사항으로 밖에 지나지 않는다. 릴라는 이따금씩 프라이에게 사랑의 감정을 느끼며, Into the Wild Green Yonder에선 프라이를 사랑하는 모습이 보인다. 또한 영화가 끝날때 서로 키스하는 장면이 보인다. 프라이의 지성이 떨어지는 모습을 보여주지만, 프라이는 사람들에 대한 관심과 친절한 마음을 갖고 있어 친구들을 도울려고 하고, 그로 인해서 자신의 문제를 잊는 모습을 보여준다. 프라이는 다른 사람들의 변덕을 잘 받아주며, 특히 조이버그를 다룰때 그 모습이 잘 드러난다. 또한 문제가 나타날 때는, 옳은 길로 가려고 하면서 문제를 수리하려고 노력한다.
The Why of Fry 에피소드에서, 릴라의 애완동물인 니블러가 프라이를 얼렸다는 것이 밝혀지게 된다. 왜냐하면 프라이가 특별히 열등한 정신(그가 Roswell That End Well에 저지른 바보같은 실수로 인해서, 뇌파중 델타파가 나오지 않는다)으로 인해서 비행뇌들에게 공격을 받지 못하는 것이 보인다. 또한 Into The Wild Green Yonder에서 Dark One은 프라이의 마음을 읽지 못하였으며, 사람의 머리에 붙어사는 기생동물인 BrainSlug도 프라이의 머리에 붙은 후 굶어죽은 모습이 보인다. 니블러의 종족인 니블로니안은 프라이를 가리켜 "위대한 자"라고 부른다. 니블로니안의 현자는 프라이가 우주를 악독한 비행뇌들에게서 구해낼 것이란 예언을 하게 된다. 그러나, 니블로니안들은 과거로 가는 시간여행 능력이 없었으며, 또한 프라이의 생명도 천년이상 가지 못하므로, 니블러는 장난전화를 하여 프라이를 냉동튜브에 집어넣어 2999년 12월 31일에 나오게 조정해 놓는다.

## 프라이의 기획
필립 J. 프라이의 필립은 맷 그레이닝이 필 하트만을 추모하기 위해서 지어졌다. 또한 필 하트만의 역할을 하기 위해서 잽 브레니건을 만들게 된다. 중간이름인 "J"는 Bullwinkle J. Moose, Rocket J. Squirrel, 바트 J. 심슨과 호머 J. 심슨처럼 The Rocky and Bullwinkle Show의 제작자인 Jay Ward를 기리기 위해 넣었다고 한다.
그레이닝에 따르면, 프라이는 패배자적인 면이 있는, 젊은 남자 관객들에게 다가갈수 있도록 오랜기간 희망하면서 만들어졌다고 한다. 프라이는 원래 서툴고, 순수한 마음으로 자리에 오른 완고한 멍청이로, 아직도 희망의 끈을 가지고 있다는 식으로 구상되었다. 프라이는 빨간색 바람막이 자켓을 입고 있으며, 흰색 티셔츠와 청바지를 입고 있는데, 이는 Rebal without a Cause에서의 제임스 딘의 옷차림을 참고로 했다고 한다.
프라이의 목소리는 퓨처라마에서 조이버그 박사와, 판스워스 교수와 기타 다른 목소리를 맡은 빌리 웨스트가 맡았다. 빌리 웨스트는 처음에 오디션을 봤을때, 프라이의 목소리는 Charlie Schlatter가 맡기로 했지만 나중에 캐스팅이 바뀌면서 그가 맡게 되었다고 말했다. 웨스트는 프라이의 목소리를 "일반적인 일요일 아침의 좋은 사람"으로 설명하였다.